# 1872 aux Territoires du Nord-Ouest
Chronologie des Territoires du Nord-Ouest
- 1868
- 1869
- 1870
- 1871
- 1872
- 1873
- 1874
- 1875
- 1876

Cette page concerne les événements survenus en 1872 dans le territoire canadien des Territoires du Nord-Ouest.

## Politique

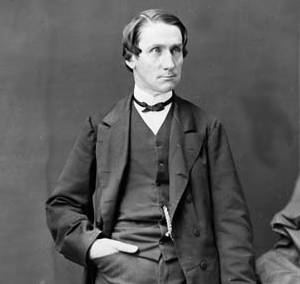
Alexander Morris

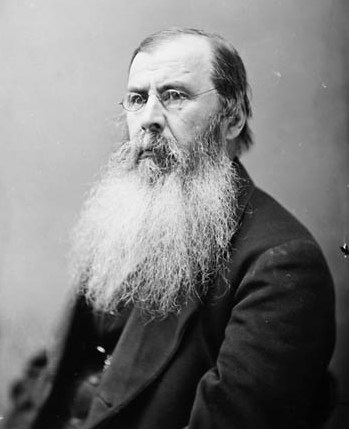
Joseph Edouard Cauchon

- Premier ministre : Adams George Archibald (Lieutenant-gouverneur du Manitoba) puis Alexander Morris (Lieutenant-gouverneur du Manitoba) et Joseph Édouard Cauchon (Lieutenant-gouverneur du Manitoba).
- Législature : Conseil temporaire nord-ouest (en)